# ムナグロオーストラリアムシクイ
ムナグロオーストラリアムシクイ (Malurus lamberti)は、スズメ目オーストラリアムシクイ科オーストラリアムシクイ属の鳥類。

## 分布
オーストラリア（ただし、ヨーク岬半島、西オーストラリア州南部、ビクトリア州のほぼ全域、タスマニア島を除く）

## 形態
全長13〜14cm。
繁殖期のオスは頭部および耳羽は光沢のある青色。胸から首の後ろにかけては黒色だが、光の加減により濃紺色に見えることがある。腹部は白色、尾羽は青色、肩羽が栗色で、翼は褐色。くちばしは黒色。非繁殖期のオスおよび繁殖に参加しないオスはメスに似るがくちばしは黒色。
メスは亜種により差があるが、基亜種は背面、尾羽、頭部は褐色で、尾羽には少し青みがかる。腹面はオフホワイトである。アイリングは濃い栗色で、くちばしは濃いピンク色もしくは濃い栗色。
雌雄ともに脚は黄土色。

## 生態
食性は、昆虫色の強い雑食性で、小さな昆虫をはじめ、小さな種、果実なども採食する。
家族を基本にした5羽程度の群れで行動し、繁殖は群れで共同して行う。

## 分類
5亜種に分けられる。
- M. l. lamberti ：基亜種。クイーンズランド州中部からニューサウスウェールズ州南部の海岸地帯にかけて分布する。
- M. l. assimilis：グレートディバイディング山脈より西側に広く分布する。頭部が基亜種よりも濃い青色をしている。メスは基亜種とほぼ同じである。
- M. l. dulcis：トップエンド（ノーザンテリトリー北部）の東側に分布する。メスの体色は、基亜種と違い、背面、尾羽、頭部が淡い青色で、アイリングは白色。英名はLavender-flanked Fairywren。
- M. l. rogersi：ダーウィン南部から西オーストラリア州北部に分布する。M. l. dulcisに似るが、メスのアイリングは基亜種に似た濃い栗色。
- M. l. bernieri：西オーストラリア州ベルニエ島に分布する。

## 類似種
ケープヨークオーストラリアムシクイ、ウスアオオーストラリアムシクイおよびアオムネオーストラリアムシクイに酷似する。
- ケープヨークオーストラリアムシクイ（Malurus amabilis）：ヨーク岬半島の海岸に近い地域に分布する。基亜種M. l. lamberti とはヨーク半島南部で分布域が近い。尾羽の先に雌雄ともに白い斑が入ること、メスはM. l. lamberti とは違い背面、頭部、尾羽が青いことで識別できる。
- ウスアオオーストラリアムシクイ（Malurus elegans）：西オーストラリア州南西部に分布している。ムナグロオーストラリアムシクイよりも一回り大きい。繁殖期のオスは喉が紺色であること、頭部および耳羽はより明るい青色であること、メスはより褐色みが強く、また尾羽も青みがかった褐色であることで識別できる。
- アオムネオーストラリアムシクイ（Malurus pulcherrimus）：西オーストラリア州南部および、南オーストラリア州南部に生息する。M. l. assimilisと分布域が重なる地域が多い。ウスアオオーストラリアムシクイのほうがムナグロオーストラリアムシクイよりも一回り大きい。また繁殖期のオスは喉が青色から濃紺色、メスは尾羽がくすんだ青色であることで識別できる。

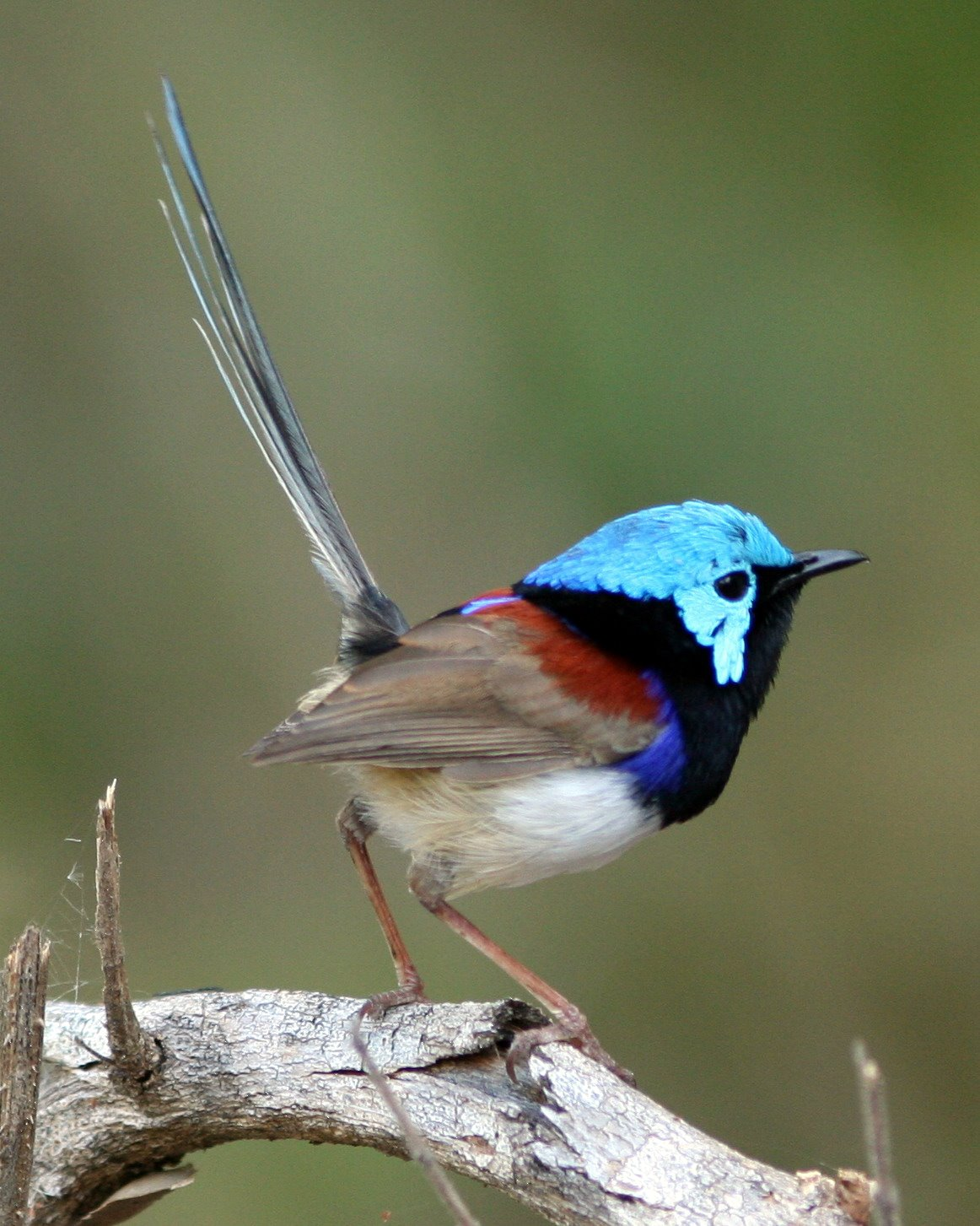
ムナグロオーストラリアムシクイのオス
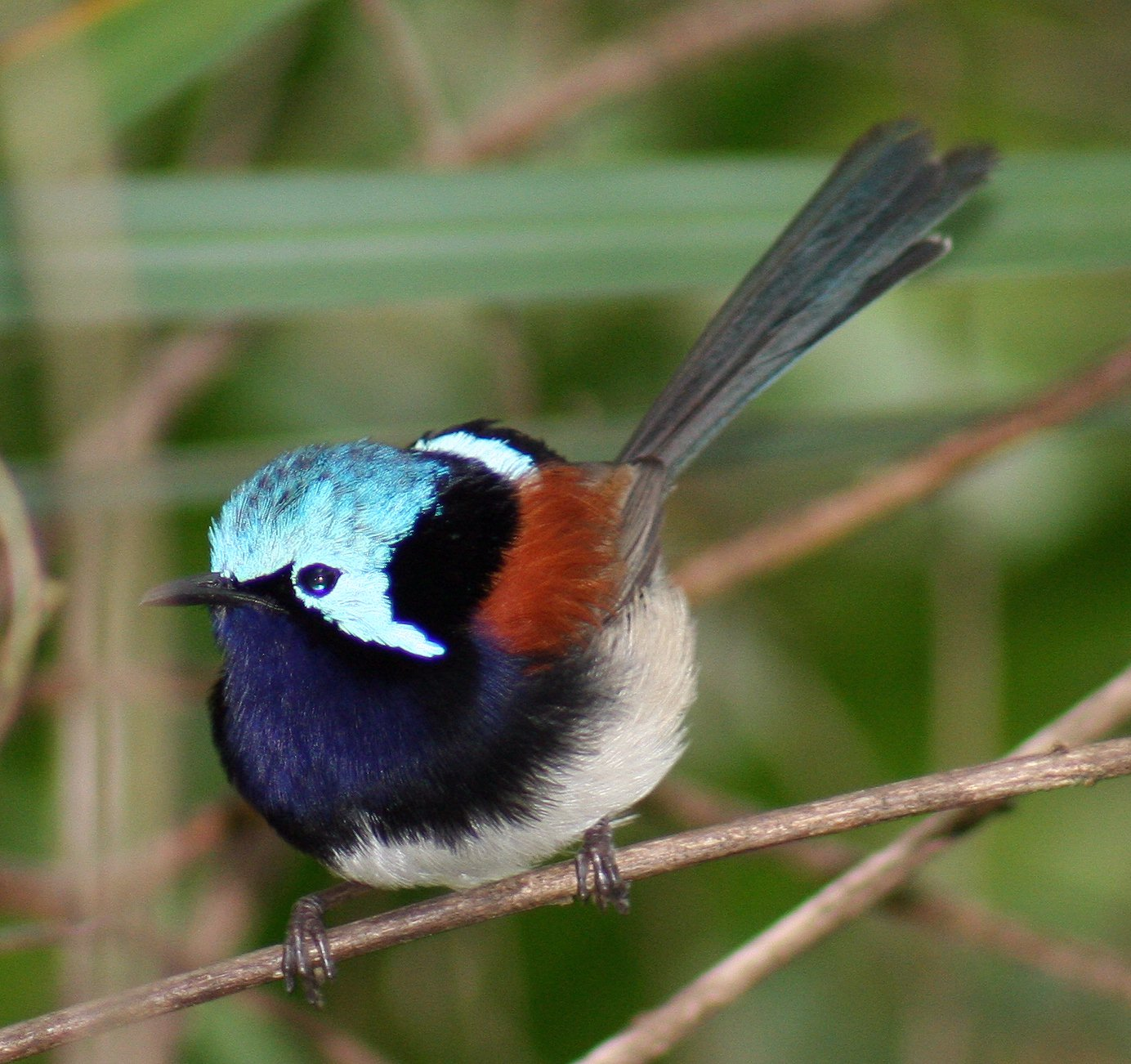
ウスアオオーストラリアムシクイのオス
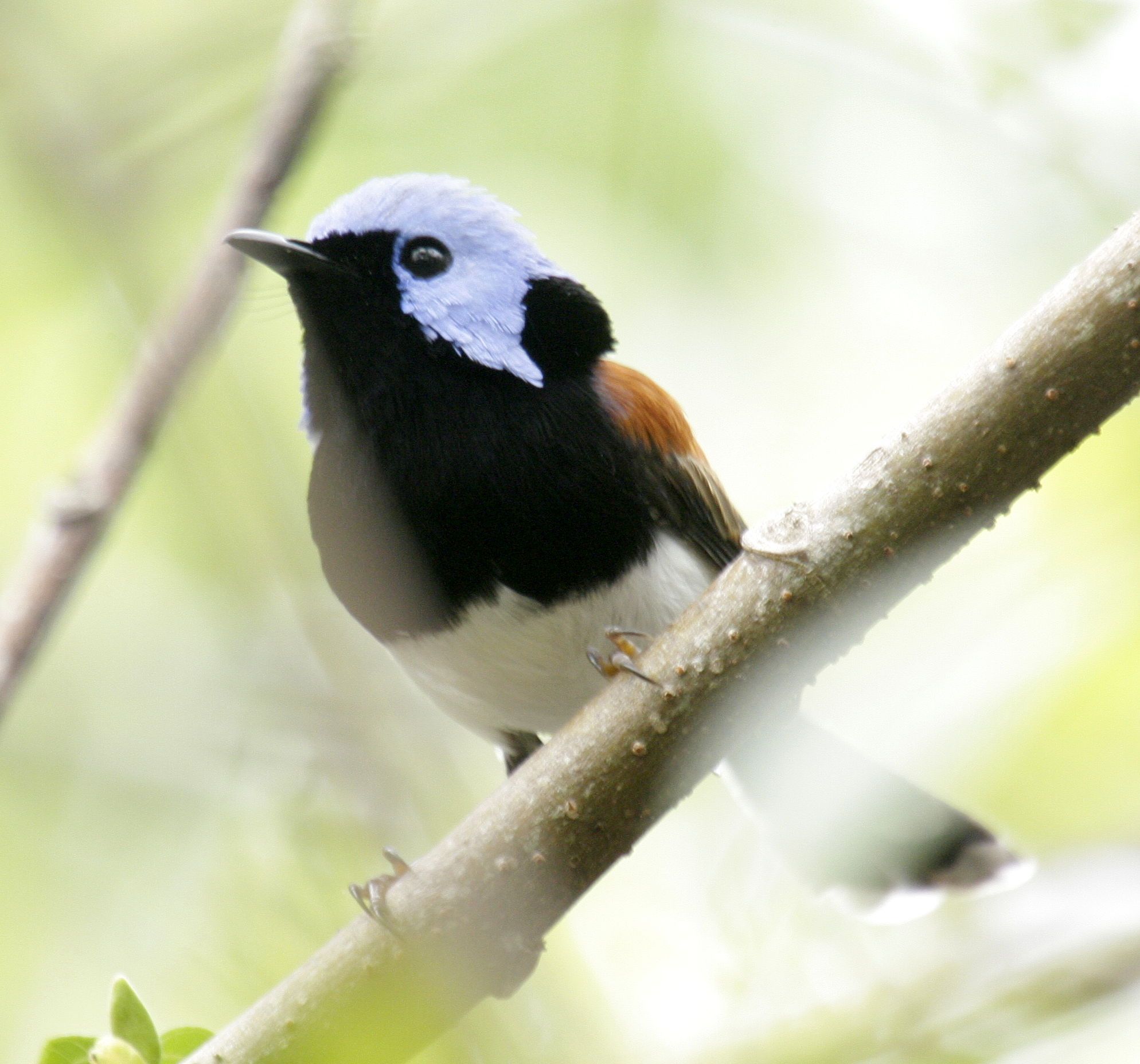
ケープヨークオーストラリアムシクイのオス

## 絶滅危惧評価
- LEAST CONCERN (IUCN Red List Ver. 3.1 (2001))
[1]

## 参照・注釈
1. ↑  Malurus lamberti  (Species Factsheet by BirdLife International)

- Egerton, L. ed. 2005. Encyclopedia of Australian wildlife. Reader's Digest ISBN 9780864491183
- Michael Morcombe,Field Guide to Australian Birds, Steve Panish Publishing, 2004, ISBN 9781740215596